# Kanstancinauka (obwód mohylewski)
Kanstancinauka (biał. Канстанцінаўка; ros. Константиновка) – wieś na Białorusi, w obwodzie mohylewskim, w rejonie mohylewskim, w sielsowiecie Kadzina.